# レッドカー・トロリー
レッドカー・トロリー（Red Car Trolley）は、ディズニーパークにあるアトラクション。

## このアトラクションが存在するパーク
- ディズニー・カリフォルニア・アドベンチャー（ディズニーランド・リゾート）

## 概要
| レッドカー・トロリー Red Car Trolley | レッドカー・トロリー Red Car Trolley | レッドカー・トロリー Red Car Trolley | レッドカー・トロリー Red Car Trolley |
| ------------------------------------ | ------------------------------------ | ------------------------------------ | ------------------------------------ |
| レッドカー・トロリー                 |                                      |                                      |                                      |
| オープン日                           | オープン日                           | 2012年6月15日                        | 2012年6月15日                        |
| スポンサー                           | スポンサー                           | なし                                 | なし                                 |
| 定員                                 | 定員                                 | 21名/1両                             | 21名/1両                             |
| 利用制限                             |                                      | なし                                 | なし                                 |
| ファストパス                         | ファストパス                         |                                      | 対象外                               |
| シングルライダー                     | シングルライダー                     |                                      | 対象外                               |

軌間が1000 mm（メーターゲージ）のトロリー（路面電車）のアトラクションで、ディズニー・カリフォルニア・アドベンチャーのアトラクションでは唯一、移動手段としても使える。かつてロサンゼルス市内・近郊地域に大規模な路線ネットワークをもっていたパシフィック電鉄のトロリーを再現したもので、セントルイス・カー・カンパニーが製造した「ハリウッド・カー」と呼ばれる車両（600形）がモデルである。ブエナビスタ・ストリートとハリウッド・ランドに4つ停車場があり、そこで乗り降りをする事が出来る。ブエナビスタ・ストリートのリニューアル・オープンと同じ2012年6月15日に開業した。この乗り物は、非接触充電の仕組みを利用して完全にコードレスで動いており、サンセット・ブールバードの停留所で誘導コイルを利用して充電しており、車体上部に見えるワイヤは単なる飾りである。